# 21571 Naegeli
21571 Naegeli è un asteroide della fascia principale. Scoperto nel 1998, presenta un'orbita caratterizzata da un semiasse maggiore pari a 2,6494778 UA e da un'eccentricità di 0,0553959, inclinata di 5,11129° rispetto all'eclittica.